# スクナビコナ
スクナビコナ（少名毘古那、宿奈毘古那）は、日本神話に登場する神。スクナヒコナ（少彦名）、スクナヒコネ（少彦根、小比古尼、少日古根、少日子根）、スクナヒコ（須久奈比古、小彦、小日子、少名彦）、スクナミカミ（須久那美迦微）などともする。

## 概要

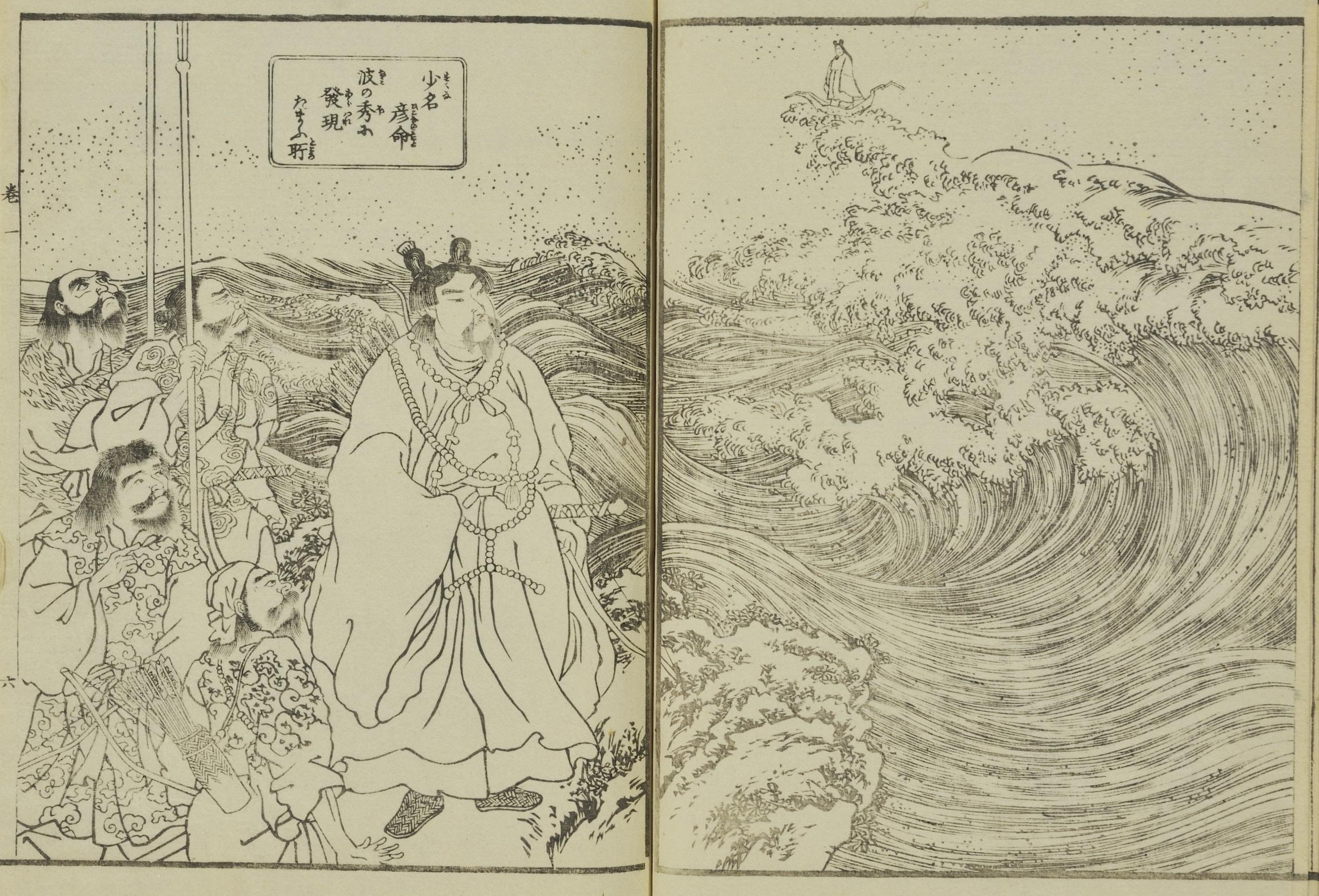
歌川国芳『日本国開闢由来記』巻一より波に乗ってオオナムチ(大国主神)の前に出現したスクナビコナ（右上）

『古事記』では少名毘古那神、『日本書紀』では少彦名命（すくなひこなのみこと）、『先代旧事本紀』では天少彦根命（あまのすくなひこねのみこと）、『出雲国風土記』では須久奈比古命、『播磨国風土記』では小比古尼命（すくなひこねのみこと）、他に須久那美迦微、少日子根などと表記する。
『古事記』では神産巣日神（かみむすびのかみ）の子とされ、『日本書紀』では高皇産霊神（たかみむすびのかみ）の子とされる。
『古事記』によれば、スクナビコナは、大国主の国造りに際し、天乃羅摩船（アメノカガミノフネ＝ガガイモの実とされる）に乗り、鵝（ヒムシ＝ガとされる）の皮の着物を着て波の彼方より来訪し、神産巣日神の命によって義兄弟の関係となって国造りに参加した。『日本書紀』にもこれと同様の記述があるが、ミソサザイの皮の着物を着ている。スクナビコナが登場するのは、『記』・『紀』以外では、『播磨国風土記』や『伊予国風土記』（逸文）、山陰や四国、北陸などの地方伝承である。
スクナビコナはオオナムチ（大国主神）同様多くの山や丘の造物者であり、命名神である。その一方で、スクナビコナは悪童的な性格を有するという記述がある（『日本書紀』八段一書六）。スクナビコナはのちに常世国へと渡り去るが、これは草に弾かれて常世へ渡った、川で溺れて神去りしたなど様々な説話が存在する。

## 神名
スクナビコナの名前の由来について、『古事記伝』によれば「御名の須久那（スクナ）はただ大名持（オホナムチ）の大名と対であるため」とある。あるいは金井清一によれば「若き日の御子」の意とする説がある。また、この神が必ずオホナムチと行動を共にすることから、二神の関係が古くから議論されている。
スクナビコナは、国造りの協力神、常世の神、医薬・温泉・禁厭（まじない）・穀物・知識・酒造・石の神など多様な性質を持つ。
酒造に関しては、酒は古来薬の一つとされ、スクナビコナが酒造りの技術を広めたことと、神功皇后が角鹿（敦賀）より還った応神天皇を迎えたときの歌に「少名御神」の名で登場することから、酒造の神であるといえる。
石に関しては、記述よりそうした面が見られると想像されるだけであり、あくまで性質的なものである。
大林太良はこの神に「第二の自我」を見、吉田敦彦は双生児的な関係を指摘している。海から来訪したとの記述により渡来人という説もあるが、船で渡来＝外国人という単純な図式からの連想であり、奇説の域を出ない。
コロボックルをテーマにした児童文学シリーズを書いた佐藤さとるは、その第一作である『だれも知らない小さな国』において、スクナビコナとコロポックルとが同じ種族ではないかという推測を主人公に語らせている。

## 後裔
『先代旧事本紀』では鳥取氏の祖神とされている。
能登生國玉比古神社（中能登町金丸）の社伝によると、大己貴命と少彦名命が能登国の国魂神である多食倉長命と共に国土を平定した際、少彦名命が多食倉長命の娘の伊豆目比売命（市杵嶋姫命）を娶り、金丸村村主遠祖の菅根彦命（金鋺翁菅根彦根）を産んだ。その子孫が神主の梶井氏であるという。

## 祀る神社
- 各地の少彦名神社
- 北海道神宮（北海道札幌市中央区） - 他、北海道内には同神宮（または札幌神社）から開拓三神として大那牟遅神（大国主神）・大国魂神とともに分祀された神社多数。
- 能登生國玉比古神社（石川県鹿島郡中能登町金丸セ35）
- 雨宮坐日吉神社（長野県千曲市雨宮） -  旧「埴科郡雨宮」。
- 酒列磯前神社（茨城県ひたちなか市磯崎町）
- 大洗磯前神社（茨城県東茨城郡大洗町磯浜町）
- 小祝神社（群馬県高崎市石原町）
- 大田原神社（栃木県大田原市山の手）
- 神田神社（東京都千代田区外神田） - 二之宮のご祭神。
- 布多天神社（東京都調布市調布ヶ丘）
- 穴澤天神社（東京都稲城市矢野口）
- 阿豆佐味天神社（東京都西多摩郡瑞穂町）
- 五條天神社（東京都台東区上野公園）
- 沙沙貴神社（滋賀県近江八幡市安土町常楽寺）
- 少彦名神社（愛知県名古屋市中区）
- 飽波神社（静岡県藤枝市藤枝）
- 十二社神社（静岡県掛川市大渕）
- 五條天神社（京都府京都市下京区）
- 少彦名神社 （大阪府大阪市中央区）
- 生根神社（大阪府大阪市住吉区）
- 生根神社（大阪府大阪市西成区） - 同市住吉区の生根神社より分祀。
- 大江神社（大阪府大阪市天王寺区）
- 桑津天神社（大阪府大阪市東住吉区）
- 服部天神宮（大阪府豊中市服部元町）
- 大神神社（奈良県桜井市三輪）
- 天神社（奈良県奈良市高畑町）
- 粟島神社（鳥取県米子市彦名町）
- 佐香神社（島根県出雲市小境町）
- 有間神社（兵庫県神戸市北区）
- 志筑神社（兵庫県淡路市志筑）
- 十二所神社（兵庫県姫路市十二所前町）
- 諸井神社（兵庫県宍粟市一宮町）
- 大滝神社（広島県福山市新市町）
- 少彦名神社 (愛媛県大洲市菅田町大竹)
- 少彦名神社（愛媛県大洲市菅田町菅田）
- 淡嶋神社（和歌山県和歌山市加太）
- 粟嶋神社（熊本県宇土市新開町）